# Арсхот (герцогство)
Аарсхотське герцогство (нід. Aarschot, фр. Aerschot, Ærschot, Arschot) — герцогство у Фламандському Брабанті, з центром в місті Аарсхот. Йому передувало одноіменне середньовічне графство, потім сеньйорія і відтак маркграфство.

## Історія
До XI століття земля Арсхот входила до складу графства Есбе (Хеспенгау), яке існувало з часів Каролінгів. З кінця XI — початку XII століття згадуються графи Арсхотські, що носили в своєму гербі в срібному полі три чорних лілії, що свідчить про високе походження. Предки Арнульфа (Арнольда) I Аарсхотського невідомі, за яких обставин він став графом, також невідомо, хоча це повинно було статися з санкції герцога Нижньої Лотарингії, якому формально належала область Лувена, в якій знаходиться це володіння.
Годфрід ван Аарсхот в 1172 році продав графство герцогу Брабантському, щоб зібрати гроші для участі в хрестовому поході.
У 1284 році герцог Жан I Брабантський передав сеньйорію Аарсхот своєму братові Годфруа, після того як в попередньому році були улагоджені суперечки при розмежуванні юрисдикції зі спадкоємцем колишніх графів Жаном де Рівьераном.
Після загибелі Годфруа і його сина в битві при Куртре Аарсхот по розділу спадщини дістався його дочці Алісі Брабантській, що вийшла заміж за Жана III д'Аркур.
Граф Жан V д'Аркур за умовами розділу передав Аарсхот молодшому братові Луї, губернатору Нормандії, але той помер бездітним, і сеньйорія повернулася у володіння старшої лінії династії.
Потім її власником був Філіпп д'Аркур, брат графа Жана VI, який продав цю сеньйорію у 1393 році своєму племіннику Жану VII д'Аркур. Вдова Філіпа, як опікунки їхніх дітей, згодом ініціювала процес в Паризькому парламенті, що закінчився в 1433 році визнанням законності угоди.
У 1404 році Жан VII передав Аарсхот в довічне володіння своєму братові Луї, архієпископу Руанському (пом. 1422).
Після смерті Жана VII Аарсхот по розділу володінь дістався його старшій дочці Марії д'Аркур, вдові графа де Водемон Антуана I Лотарингського. Дочка від цього шлюбу Маргарита Лотаринзькая, дружина Антуана I де Кроя, графа Порсеанського, принесла сеньйорію у спадок своєму синові Філіпу I.
У листопаді 1518 імператор Карл V звів баронию Аарсхот, в поєднанні з баронією Хеверле і сеньйорями Бьербек і Ротселар, в ранг маркізата для свого вихователя Гійома де Кроя, сеньйора де Шьевр.
1 квітня 1533 маркізат Аарсхот був зведений в ранг герцогства для спадкоємця Гійома Філіпа II де Кроя. Анна-Ізабелла де Крой, сестра останнього герцога з цього роду, Шарля III, принесла герцогство в придане чоловікові Шарлю д'Аренбергу, і з тих пір, і до теперішнього часу титул герцогів Аарсхот належить дому Аренберг.